# Auditoria de recursos humanos
A administração da empresa, com a expansão dos negócios, sentiu a necessidade de dar maior ênfase às normas ou aos procedimentos internos, devido ao fato de que o administrador, ou em alguns casos o proprietário da empresa, não poderia supervisionar pessoalmente toda as as suas atividades. O auditor externo passava um período de tempo muito curto na empresa e seu trabalho estava totalmente direcionado para o exame das demonstrações contábeis. Para atender à administração da empresa, seria necessária uma auditoria mais periódica, com maior grau de profundidade, visando também às outras áreas não relacionadas com contabilidade(sistema de controle de qualidade, administração de pessoal etc.). Portanto, surgiu o auditor interno como uma ramificação da profissão do auditor externo. O auditor de recursos humanos é um dos auditores internos. É um empregado da empresa, e dentro da organização ele não deve estar subordinado àqueles cujo trabalho examina.
Auditoria de recursos humanos é um exame analítico e pericial da área de recursos humanos, uma medição dos sistemas de RH visando prevenir ou sanar os obstáculos, problemas que a empresa tenha com o seu pessoal.
A auditoria de recursos humanos tem como função conduzir a análises de cargos, planejar a necessidade de funcionários e recrutar candidatos aos cargos, selecionar candidatos aos cargos, orientar e treinar novos empregados e administrar bônus e salários e também apontar sugestões e soluções. Quanto maior e mais descentralizada a organização, maior necessidade de uma cobertura sistemática.
aumentar também a proo